# 本庄資
本庄 資（ほんじょう たすく、1936年（昭和11年）10月4日 - 2018年（平成30年）9月20日）は、日本の官僚、租税法学者。名古屋経済大学大学院法学研究科教授を経て、同大学名誉教授。博士（経済学）（国士舘大学）。

## 略歴
- 1963年（昭和38年） 国家公務員採用上級甲種試験（法律）合格
- 1964年（昭和39年） 京都大学法学部卒業、国税庁入庁
- 1972年（昭和47年）7月10日 尾鷲税務署長
- 1973年（昭和48年）7月9日 国税庁長官官房参事官補佐
- 国税庁調査査察部調査課課長補佐
- 1981年（昭和56年）7月10日 広島国税局関税部長
- 1982年（昭和57年）7月12日 広島国税局調査査察部長
- 1983年（昭和58年）7月12日 東京国税局調査第一部次長
- 1984年（昭和59年）6月27日 大蔵省証券局検査課長
- 1986年（昭和61年）
  - 6月10日 国税庁長官官房付
  - 7月10日 福岡国税局総務部長
- 公営企業金融公庫経理部長
- 1989年（平成元年）7月10日 国税庁直税部所得税課審理室長
- 1990年（平成2年）7月10日 国税庁調査査察部調査課長
- 1991年（平成3年）7月10日 税務大学校副校長
- 1992年（平成4年）6月26日 金沢国税局長
- 1993年（平成5年）6月25日 国税不服審判所次長
- 1994年（平成6年）
  - 7月1日 退官
  - 7月 雇用促進事業団理事
- 1998年（平成10年）
  - 4月 国士舘大学教授
  - 10月 株式会社バンダイ監査役
- 2001年 (平成13年)4月～2003年3月　慶應義塾大学大学院商学研究科客員教授(有期)
- 2001年 (平成13年)4月～　　　　　　税務大学校客員教授
- 2003年（平成15年）9月18日 博士（経済学）（国士舘大学）
- 2006年（平成18年）11月3日 瑞宝中綬章受章

## 社会的活動
- 国際租税協会（IFA）日本支部理事
- 租税法学会監事
- 日本公認会計士協会租税調査会国際租税部会委員

## 著書

### 単著
- 『アメリカ法人所得税』財経詳報社、1985年1月。ISBN 9784881770405。
  - 『アメリカ法人所得税』（新版）財経詳報社、1988年7月。ISBN 9784881770665。
  - 『アメリカ法人所得税』（全訂版）財経詳報社、1992年6月。ISBN 9784881771150。
- 『米国州税の概要』日本租税研究協会、1986年3月。
- 『アメリカの州税』財経詳報社、1986年4月。ISBN 9784881770498。
- 『アメリカ税制ハンドブック 連邦税法・州税法・租税条約』東洋経済新報社、1987年10月。ISBN 9784492600443。
- 『国際取引課税の実務』（全訂版）大蔵財務協会、1996年9月。ISBN 9784754703547。
- 『アメリカの租税条約』大蔵省印刷局、1997年11月。ISBN 9784171015803。
- 『租税回避防止策 世界各国の挑戦』大蔵財務協会、1998年10月。ISBN 9784754705572。
- 『国際租税法』大蔵財務協会、1999年5月。ISBN 9784754706340。
  - 『国際租税法』（改訂新版）大蔵財務協会、2001年4月。ISBN 9784754707798。
  - 『国際租税法』（3訂版）大蔵財務協会、2002年7月。ISBN 9784754709181。
  - 『国際租税法』（4訂版）大蔵財務協会、2005年5月。ISBN 9784754711962。
- 『ゼミナール国際租税法』大蔵財務協会、2002年2月。ISBN 9784754708658。
- 『国際的租税回避 基礎研究』税務経理協会、2002年8月。ISBN 9784419040161。
- 『アメリカン・タックス・シェルター 基礎研究』税務経理協会、2003年9月。ISBN 9784419042363。
- 『国境に消える税金』税務経理協会、2004年10月。ISBN 9784419044497。
- 『国際的脱税・租税回避防止策』大蔵財務協会、2004年12月。ISBN 9784754711672。
- 『新日米租税条約解釈研究 基礎研究』税務経理協会、2005年8月。ISBN 9784419046095。
- 『アメリカ法人税法講義』税務経理協会、2006年4月。ISBN 9784419046699。
- 『米国マネーロンダリング 米国財務省・IRS-CI捜査 基礎研究』税務経理協会、2006年12月。ISBN 9784419048563。
- 『アメリカの租税政策』税務経理協会、2007年6月。ISBN 9784419049027。
- 『アメリカの移転価格税制』日本租税研究協会、2009年11月。ISBN 9784930964205。
- 『アメリカの移転価格税制の執行』日本租税研究協会、2009年12月。ISBN 9784930964236。
- 『アメリカ法人税制』日本租税研究協会、2010年8月。ISBN 9784930964335。
- 『オフショア・タックス・ヘイブンをめぐる国際課税』日本租税研究協会、2013年1月。ISBN 9784930964496。
- 『国際課税における重要な課税原則の再検討』 上巻、日本租税研究協会、2014年12月。ISBN 9784930964588。
- 『国際課税における重要な課税原則の再検討』 中巻、日本租税研究協会、2016年3月。ISBN 9784930964632。
- 『国際課税における重要な課税原則の再検討』 下巻、日本租税研究協会、2017年7月。ISBN 9784930964700。
- 『国際課税ルールの新しい理論と実務 ポストBEPSの重要課題』中央経済社、2017年12月。ISBN 9784502246319。

### 編集
- 『関連法領域の変容と租税法の対応』財経詳報社、2008年9月。ISBN 9784881772492。

### 編著
- 梅辻雅春、須藤一郎『タックス・シェルター事例研究』税務経理協会、2004年3月。ISBN 9784419043353。
- 『租税条約の理論と実務』清文社、2008年9月。ISBN 9784433326081。
- 『移転価格税制執行の理論と実務』大蔵財務協会、2010年7月。ISBN 9784754717117。
- 『国際課税の理論と実務 73の重要課題』大蔵財務協会、2011年8月。ISBN 9784754718077。

### 共著
- 本庄資、西川信夫『国際取引課税の知識』大蔵財務協会、1975年4月。
  - 本庄資、西川信夫『国際取引課税の実務』（改題改訂版）大蔵財務協会、1985年7月。
- 本庄資、岩元浩一『現代地方財政論』大蔵財務協会、2001年4月。ISBN 9784754707897。
  - 本庄資、岩元浩一『現代地方財政論』（改訂版）大蔵財務協会、2008年10月。ISBN 9784754715243。
  - 本庄資、岩元浩一、辻富久、関口博久『現代地方財政論』（3訂版）大蔵財務協会、2012年4月。ISBN 9784754718749。
  - 本庄資、岩元浩一、関口博久『現代地方財政論』（4訂版）大蔵財務協会、2014年4月。ISBN 9784754720964。
  - 本庄資、岩元浩一、関口博久『現代地方財政論』（5訂版）大蔵財務協会、2016年4月。ISBN 9784754723040。
  - 本庄資、岩元浩一、関口博久『現代地方財政論』（6訂版）大蔵財務協会、2018年4月。ISBN 9784754725198。
- 本庄資、藤井保憲『法人税法 実務と理論』弘文堂、2008年9月。ISBN 9784335354250。
- 本庄資、田井良夫、関口博久『国際租税法 概論』大蔵財務協会、2012年10月。ISBN 9784754719340。
  - 本庄資、田井良夫、関口博久『国際租税法 概論』（第2版）大蔵財務協会、2012年10月。ISBN 9784754723064。
  - 本庄資、田井良夫、関口博久『国際租税法 概論』（第3版）大蔵財務協会、2017年7月。ISBN 9784754724511。
  - 本庄資、田井良夫、関口博久『国際租税法 概論』（第4版）大蔵財務協会、2018年10月。ISBN 9784754725815。

### 共編
- 永峰潤 著、本庄資・川田剛 編『非居住者・非永住者課税』税務経理協会〈国際課税の理論と実務 第1巻〉、2000年9月。ISBN 9784419052393。
  - 永峰潤 著、本庄資・川田剛 編『非居住者・非永住者課税』（改訂版）税務経理協会〈国際課税の理論と実務 第1巻〉、2009年7月。ISBN 9784419036546。
- 中野百々造 著、本庄資・川田剛 編『外国税額控除』税務経理協会〈国際課税の理論と実務 第2巻〉、2000年9月。ISBN 9784419036553。
  - 中野百々造 著、本庄資・川田剛 編『外国税額控除』（改訂版）税務経理協会〈国際課税の理論と実務 第2巻〉、2008年9月。ISBN 9784419051402。
- 本庄資 著、本庄資・川田剛 編『租税条約』税務経理協会〈国際課税の理論と実務 第3巻〉、2000年9月。ISBN 9784419036560。
- 川田剛 著、本庄資・川田剛 編『タックス・ヘイブン対策税制 過少資本税制』税務経理協会〈国際課税の理論と実務 第4巻〉、2000年10月。ISBN 9784419036577。
  - 川田剛 著、本庄資・川田剛 編『タックス・ヘイブン対策税制 過少資本税制』（改訂版）税務経理協会〈国際課税の理論と実務 第4巻〉、2010年12月。ISBN 9784419051013。
- 川田剛 著、本庄資・川田剛 編『移転価格税制』税務経理協会〈国際課税の理論と実務 第5巻〉、2000年10月。ISBN 9784419053949。
- 川田剛 著、本庄資・川田剛 編『国際租税計画 わが国企業の外国課税の重要課題』税務経理協会〈国際課税の理論と実務 第6巻〉、2000年9月。ISBN 9784419036591。

### 監修
- 藤井恵『これならわかる！ 租税条約』清文社、2005年8月。ISBN 9784433229955。
  - 藤井恵『これならわかる！ 租税条約』（新版）清文社、2010年3月。ISBN 9784433323493。
  - 藤井恵『これならわかる！ 租税条約』（3訂版）清文社、2015年3月。ISBN 9784433533946。